# Otto Wienecke
Otto Wienecke (* 9. Februar 1902 in Leopoldshall; † nach 1940) war ein deutscher Parteifunktionär (NSDAP) und Prokurist. 

## Leben
Wienecke stammte aus Staßfurt, wo er als Prokurist tätig war, schloss sich früh nationalsozialistischen Ideen an und trat vermutlich zum 1. Januar 1931 der NSDAP bei (Mitgliedsnummer 409.311), in der er 1932 zum Kreisleiter von Bernburg im Gau Magdeburg-Anhalt aufstieg. 1936 wurde er zusätzlich NSDAP-Kreisleiter für die Stadt Bernburg. Durch seine Vermittlung erhielten mehrere seiner Parteigenossen einflussreiche Stellen in Staat und Wirtschaft. Im Juni 1933 war er am brutalen Vorgehen der SA gegen über 100 SPD-Mitglieder aus Bernburg und Umgebung im NSDAP-Stammlokal „Hohenzollern“ in der heutigen Käthe-Kollwitz-Straße maßgeblich beteiligt. Er war mindestens bis 1941 im Amt.